# Mabel (Minnesota)
Mabel è una città degli Stati Uniti d'America, situata in Minnesota, nella contea di Fillmore.